# Australië op het Eurovisiesongfestival 2021
Australië nam deel aan het Eurovisiesongfestival 2021 in Rotterdam, Nederland. Het was de zesde deelname van het land aan het Eurovisiesongfestival. SBS was verantwoordelijk voor de Australische bijdrage voor de editie van 2021.

## Selectieprocedure
Nadat in maart 2020 het Eurovisiesongfestival 2020 werd geannuleerd vanwege de COVID-19-pandemie, maakte SBS reeds op 2 april 2020 bekend dat het ook in 2021 zou deelnemen aan het Eurovisiesongfestival. Montaigne, die in de nationale finale het voorrecht had gewonnen om haar vaderland te vertegenwoordigen op het Eurovisiesongfestival 2020, werd door de omroep intern geselecteerd voor deelname aan de komende editie van het festival.
Het nummer waarmee ze naar Rotterdam zou afzakken werd op 5 maart 2021 vrijgegeven. Het kreeg als titel Technicolour.

## In Rotterdam
Australië trad aan in de eerste halve finale, op dinsdag 18 mei 2021. Montaigne was als vijfde van zestien acts aan de beurt, net na Tusse uit Zweden en gevolgd door Vasil uit Noord-Macedonië. Op 20 april 2021 maakte Montaigne bekend dat ze vanwege de COVID-19-reisbeperkingen niet naar Nederland zou kunnen afreizen. Australië zou evenwel nog steeds deelnemen, zij het met een vooraf in Sydney in eigen land opgenomen versie van Technicolour. Hiermee was de Australische bijdrage de eerste ooit die niet live op het podium van het Eurovisiesongfestival werd gebracht. Het nummer bleef steken in de halve finale, waardoor Australië voor het eerst sinds haar eerste deelname in 2015 de finale niet wist te bereiken.
2015 · 2016 · 2017 · 2018 · 2019 · 2020 · 2021 · 2022 · 2023 · 2024 · 2025
Albanië · Australië · Azerbeidzjan · België · Bulgarije · Cyprus · Denemarken · Duitsland · Estland · Finland · Frankrijk · Georgië · Griekenland · Ierland · IJsland · Israël · Italië · Kroatië · Letland · Litouwen · Malta · Moldavië · Nederland · Noord-Macedonië · Noorwegen · Oekraïne · Oostenrijk · Polen · Portugal · Roemenië · Rusland · San Marino · Servië · Slovenië · Spanje · Tsjechië · Verenigd Koninkrijk · Zweden · Zwitserland